# Jasha Sütterlin
Jasha Sütterlin (Freiburg, 4 november 1992) is een Duits wielrenner die anno 2025 rijdt voor Team Jayco AlUla. 

## Carrière
Sütterlin staat bekend als een talentvol tijdrijder. In 2012 en 2013 werd hij Duits kampioen tijdrijden bij de Beloften, nadat hij eerder deze titel in 2010 al bij de junioren veroverde.
Ook internationaal behaalde Sütterlin enkele mooie overwinningen. Zo won hij in 2013 de proloog en afsluitende etappe in de Ronde van de Aostavallei. Later dat jaar was hij ook al het snelst in de tijdrit van de Tour de Moselle.

## Overwinningen
2010
5e etappe Trofeo Karlsberg, Junioren
Eindklassement Ronde van Nedersaksen, Junioren
 Duits kampioen tijdrijden, Junioren
2011
Eindklassement Ronde van Berlijn
2012
 Duits kampioen tijdrijden, Beloften
2013
 Duits kampioen tijdrijden, Beloften
Proloog en 5e etappe Ronde van de Aostavallei
2017
3e etappe Ronde van Madrid

## Resultaten in voornaamste wedstrijden
| Jaar | Ronde van Italië | Ronde van Frankrijk | Ronde van Spanje |
| ---- | ---------------- | ------------------- | ---------------- |
| 2014 |                  |                     |                  |
| 2015 |                  |                     |                  |
| 2016 | 113e             |                     |                  |
| 2017 |                  | 108e                |                  |
| 2018 |                  |                     |                  |
| 2019 | 120e             |                     |                  |
| 2020 |                  |                     | 55e              |
| 2021 |                  | opgave              |                  |
| 2022 | 87e              |                     | 85e              |
| 2023 | 75e              |                     | 71e              |
| 2024 | 57e              |                     | 121e             |
| 2025 |                  |                     |                  |

| Jaar | Milaan-San Remo | Gent-Wevelgem | Ronde van Vlaanderen | Parijs-Roubaix | Amstel Gold Race | Ronde van Lombardije | E3 Saxo Classic |  | WK op de weg |  | Wereldranglijsten |
| ---- | --------------- | ------------- | -------------------- | -------------- | ---------------- | -------------------- | --------------- |  | ------------ |  | ----------------- |
| 2014 | opgave          | 134e          | opgave               | 124e           |                  | opgave               | opgave          |  |              |  |                   |
| 2015 | 133e            | opgave        | 84e                  | opgave         | opgave           | opgave               |                 |  |              |  |                   |
| 2016 |                 | 48e           | 50e                  | opgave         |                  |                      | opgave          |  | opgave       |  |                   |
| 2017 | 63e             | 28e           | 89e                  | 40e            |                  |                      | 41e             |  | 116e         |  | 142e (UWT)        |
| 2018 |                 | 33e           | opgave               | opgave         |                  |                      | opgave          |  |              |  | 255e (UWT)        |
| 2019 |                 | 38e           | 22e                  | opgave         |                  | opgave               | 9e              |  | opgave       |  |                   |
| 2020 | opgave          |               |                      |                |                  |                      |                 |  |              |  |                   |
| 2021 | 114e            | opgave        | opgave               | opgave         |                  |                      | opgave          |  |              |  |                   |
| 2022 | 70e             | 47e           | 26e                  | 76e            | opgave           |                      |                 |  |              |  |                   |
| 2023 |                 |               |                      |                |                  |                      |                 |  |              |  |                   |
| 2024 |                 |               |                      |                |                  |                      |                 |  |              |  |                   |
| 2025 | 115e            | opgave        | opgave               | opgave         |                  |                      | opgave          |  |              |  |                   |

## Ploegen
- 2011 –  Thüringer Energie Team
- 2012 –  Thüringer Energie Team
- 2013 –  Thüringer Energie Team
- 2014 –  Movistar Team
- 2015 –  Movistar Team
- 2016 –  Movistar Team
- 2017 –  Movistar Team
- 2018 –  Movistar Team
- 2019 –  Movistar Team
- 2020 –  Team Sunweb
- 2021 –  Team DSM
- 2022 –  Bahrain-Victorious
- 2023 –  Bahrain Victorious
- 2024 –  Bahrain Victorious
- 2025 –  Team Jayco AlUla

Amador · Antón · Capecchi · Castroviejo · Dowsett · Erviti · Gadret ·  Gutiérrez · Jesús Herrada · José Herrada · Intxausti · G. Izagirre · J. Izagirre · Lastras · Lobato · Malori · Moreno · Plaza · D. Quintana · N. Quintana · Rojas · Sanz · Sütterlin · Szmyd · Valverde · Ventoso · Visconti
Amador · Anacona · Antón · Capecchi · Castroviejo · Dowsett · Erviti · Fernández · Gadret · Jesús Herrada · José Herrada · Intxausti · G. Izagirre · J. Izagirre · Lastras · Lobato · Malori · Moreno · D. Quintana · N. Quintana · Rojas · Sanz · Soler · Sutherland · Sütterlin · Valverde · Ventoso · Visconti
Amador · Anacona · Arcas · Betancur · Castroviejo   · Dowsett · Erviti · Fernández · Jesús Herrada · José Herrada · G. Izagirre · J. Izagirre · Lobato · Malori · D. Moreno · J. Moreno · Oliveira · Pedrero · D. Quintana · N. Quintana · Rojas · Soler · Sutherland · Sütterlin · Valverde · Ventoso · Visconti  · Carapaz (stagiair)
Amador · Anacona · Arcas · Barbero · Bennati · Betancur · Bico · Carapaz · Carretero · Castroviejo   · de la Parte · Dowsett · Erviti · Fernández · Jesús Herrada · José Herrada · Izagirre · Malori · Moreno · Oliveira · Pedrero · D. Quintana · N. Quintana · Rojas · Soler · Sutherland · Sütterlin · Valverde
Amador · Anacona · Arcas · Barbero · Bennati · Betancur · Bico · Carapaz · Carretero · Castrillo · de la Parte · Erviti · Fernández · Landa · Oliveira · Pedrero · D. Quintana · N. Quintana · Rojas · Rosón · Sepúlveda · Soler · Sütterlin · Valls · Valverde 
Amador · Anacona · Arcas · Barbero · Bennati · Betancur · Carapaz · Carretero · Castrillo · Erviti · Fernández · Landa · Mas · Oliveira · Pedrero · Prades · Quintana · Roelandts · Rojas · Rosón · Sepúlveda · Soler · Sütterlin · Valls · 
Valverde  · Verona
Arensman (vanaf 1 juli) · Arndt · Benoot · Bol · Dainese · Denz · Donovan · Eekhoff · Gall · Haga · Hamilton · Hindley · Hirschi · Kanter · Kelderman · A. Kragh Andersen · S. Kragh Andersen · Matthews · Nieuwenhuis · Oomen · Pedersen · Power · Roche · Salmon · Storer · Stork · Sütterlin · Tusveld · Van Wilder · Vermaerke (stagiair)
Arensman · Arndt · Bardet · Benoot · Bol · Brenner · Combaud · Dainese · Denz · Donovan · Eekhoff · Gall · Haga · Hamilton · Hindley · Kanter · A. Kragh Andersen · S. Kragh Andersen · Leknessund · Markl · Nieuwenhuis · Pedersen · Roche · Salmon · Storer · Stork · Sütterlin · Tusveld · Vermaerke · Van Wilder
Arashiro · Bauhaus · Bilbao · Buitrago · Caruso · Colbrelli · Feng · Govekar (vanaf 1/6) · Gradek · Haig · Haussler · Landa · Maciejuk · Madan · Mäder · Milan· Mohorič · Novak · Osorio (tot 31/3) · Pernsteiner · Poels · Price-Pejtersen · Sánchez · Sütterlin · Teuns (tot 4/8) · Tratnik · Williams · Wright · Zambanini · Miholjević (stagiair)
Arashiro · Arndt · Bauhaus · Bilbao · Buitrago · Buratti (vanaf 12/4) · Caruso · Govekar · Gradek · Haig · Haussler (tot 7/4) · Kepplinger · Landa · Maciejuk · Madan · Mäder (overleden 16/7) · Miholjević · Milan· Mohorič · Pasqualon · Pernsteiner · Poels · Price-Pejtersen · Rajović · Scott · Sütterlin · Tiberi (vanaf 1/6) · Tu · Wright · Zambanini
Arashiro · Arndt · Bauhaus · Bilbao · Bruttomesso · Buitrago · Buratti · Caruso · Govekar · Gradek · Haig · Kepplinger · Madan · Miholjević · Mohorič · Pasqualon · Pickering · Poels · Price-Pejtersen · Rajović · Scott · Stannard (vanaf 19/8) · Sütterlin · Tiberi · Træen · Tu · Wiśniowski (vanaf 1/3) · Wright · Zambanini · Skerl (stagiair) · van der Meulen (stagiair) · Van Mechelen (stagiair)